# Himki
Himki (ruski: Химки ) grad je u Moskovskoj oblasti u Rusiji.
Broj stanovnika:
- 142.099 (1.siječnja 2004.)
- 141.000 (2002.)
- 106.000 (1977.)
- 23.000 (1939.).

Prvotno je bilo naselje vila ("dača"), a razvilo se u moskovsko stambeno i rekreacijsko predgrađe. U blizini su se razvili i industrijski pogoni poput tvornica stakla i keramičkih pločica. 1939. godine stekao je gradski status.
1930-ih godina u Himkima se nalazio glavni odjel NKVD-a, u kojem su pod Ješovim Velike čistke bile pripremane.
U Himkima djeluje nogometni klub NK Himki.

## Gradovi prijatelji
- Grodno, Bjelorusija
- Poltava, Ukrajina
- Kemer, Turska